# تد بلیک
تد بلیک (به انگلیسی: Ted Blake) ژیمناست زادهٔ ۱۹ اکتبر ۱۹۲۱ میلادی اهل کشور بریتانیا است.